# Oltárc, Zala
Oltárc  este un sat în districtul Letenye, județul Zala, Ungaria, având o populație de 284 de locuitori (2011). 

## Demografie
Componența etnică a satului Oltárc
     Maghiari (69,09%)
     Romi (30,91%)
Componența confesională a satului Oltárc
     Romano-catolici (75,7%)
     Necunoscută (24,3%)
Conform recensământului din 2011, satul Oltárc avea 284 de locuitori. Din punct de vedere etnic, majoritatea locuitorilor (69,09%) erau maghiari, cu o minoritate de romi (30,91%).  Din punct de vedere confesional, majoritatea locuitorilor (75,7%) erau romano-catolici. Pentru 24,3% din locuitori nu este cunoscută apartenența confesională.